# Bù lốt
Bù lốt (danh pháp khoa học: Grewia bulot) là một loài thực vật có hoa trong họ Cẩm quỳ. Loài này được Gagnep. mô tả khoa học đầu tiên năm 1943.